# Шехурин, Владимир Владимирович
Владимир Владимирович Шехурин (28 июня 1927 — 31 октября 2003) — передовик советской горнодобывающей промышленности, бригадир проходчиков управления строительства Красносельских шахт треста «Челябинскшахтострой» Главуралшахтостроя Министерства строительства предприятий угольной промышленности СССР, Челябинская область, Герой Социалистического Труда (1957).

## Биография
Родился в 1927 году в деревне Кулой Пинежского района Архангельской области.
Окончив школу в Каргополе, в 14 лет начала трудиться. Зимой возил из леса дрова для нужд колхоза, летом пахал и сеял, помогал отцу, работавшему в рыболовецкой бригаде, ловить сетями рыбу в реке Пинеге. В 1948 году был направлен на Южный Урал. После окончания школы ФЗО в поселке Роза занялся строительством красносельских шахт. Сначала работал на экскаваторе, потом перешёл на строительство шахт.
В 1952 году Владимира Шехурина с группой работников Челябинскшахтостроя отправили в Кузбасс осваивать метод скоростной проходки горных выработок. Вернувшись домой, в августе во время строительства шахты «Красносельская» они установили мировой рекорд: за месяц прошли 94,2 метра шахтного ствола при норме 22 метра. В 1956 году шахта «Красносельская» начала выдавать уголь.
Указом Президиума Верховного Совета СССР от 26 апреля 1957 года за достижение высоких показателей в производственной деятельности по строительству шах и добыче угля Владимиру Владимировичу Шехурину было присвоено звание Героя Социалистического Труда с вручением ордена Ленина и медали «Серп и Молот».
В 1961 году перенес тяжелую операцию, ему нужно было уйти на легкий труд, однако он быстро восстановился вернулся в шахту, стал работать на шахте «Куллярская». Был горным мастером, потом снова ушёл в проходчики. Опыт передавал молодому поколению, более 30 шахтёров освоили профессию под руководством Шехурина.
Избирался членом бюро Увельского райкома КПСС, членом Еманжелинского горкома КПСС, депутатом Еманжелинского городского совета депутатов трудящихся. Был делегатом XXIV съезда КПСС.
Отработав на шахтах 30 лет, ушёл на заслуженный отдых. На пенсии стал работать егерем на озере Дуванкуль.
Умер 31 октября 2003 года.

## Награды
За трудовые успехи был удостоен:
- золотая звезда «Серп и Молот» (26.04.1957)
- орден Ленина (26.04.1957)
- другие медали.